# Zelva
Zelva (en biélorusse : Зэльва ; en russe : Зельва ; en polonais : Zelwa) est une commune urbaine de la voblast de Hrodna ou oblast de Grodno, en Biélorussie. Sa population s'élevait à 6 795 habitants en 2017.

## Géographie
Zelva est arrosée par la rivière Zelvianka qui est barrée et forme un important réservoir au sud de l'agglomération. Elle se trouve à 25 km à l'ouest de Vawkavysk, à 34 km à l'est de Slonim et à 87 km au sud-est de Hrodna ou Grodno.

## Histoire
En 1258, la Chronique d'Ipatiev mentionne une localité qui existait à l'emplacement de l'actuelle Zelva. Le village de Zelva est mentionné sous ce nom pour la première fois en 1470, à l'occasion de la construction d'une église. En 1720, Zelva reçut le droit de tenir une foire annuelle. Cette foire, organisée chaque année pendant 130 ans, était l'une des plus importantes du grand-duché de Lituanie. Cette foire contribua au développement de Zelva, qui profitait également de sa situation sur la route reliant Hrodna à Bialystok. Sur la Zalvianka, un affluent navigable du Niemen, il y avait un port fluvial. Zelva fut attribué à l'Empire russe par le troisième partage de la Pologne, en 1795. Ses habitants prirent une part active au soulèvement national de 1830-1831. En 1886, Zelva fut desservie par le chemin de fer Baranavitchy – Bialystok. Après la Première Guerre mondiale, Zelva devint polonaise suivant les clauses du traité de Riga (1921). Après la signature du pacte germano-soviétique, Zelva fut occupée par l'Armée rouge puis annexée à l'Union soviétique, qui en fit le 15 janvier 1940 une commune urbaine de la république socialiste soviétique de Biélorussie et le centre administratif du raïon de Zelva. Pendant la Seconde Guerre mondiale, Zelva fut occupée par l'Allemagne nazie du 14 juillet 1941 au 12 juin 1944.
Lors du recensement de 1921, 1 344 habitants de la ville sont juifs. Le 1er juillet 1941 , la ville est occupée par les Allemands, après très peu de temps 40 à 50 hommes juifs sont assassinés. Le reste des membres de la communauté juive sont contraints aux travaux forcés puis enfermés dans un ghetto où certains meurent des conditions difficiles qui y règne. Le 2 novembre 1942 , les juifs sont déportés puis assassinés au Camp d'extermination de Treblinka .
De 1962 à 1966, Zelva perdit son statut de centre de raïon et fut rattachée au raïon de Vawkavysk.

## Population
Recensements (*) ou estimations de la population :
| 1863  | 1897* | 1909  | 1959* | 1970* | 1979* |
| ----- | ----- | ----- | ----- | ----- | ----- |
| 1 316 | 2 879 | 1 800 | 2 382 | 3 928 | 5 631 |

| 1989* | 2009* | 2014  | 2015  | 2016  | 2017  |
| ----- | ----- | ----- | ----- | ----- | ----- |
| 7 825 | 7 700 | 7 067 | 6 971 | 6 906 | 6 795 |

## Personnalités liées
- Laryssa Héniouch (1910-1983), poétesse, écrivaine et dissidente biélorusse, y est née.